# Kościół Norwegii

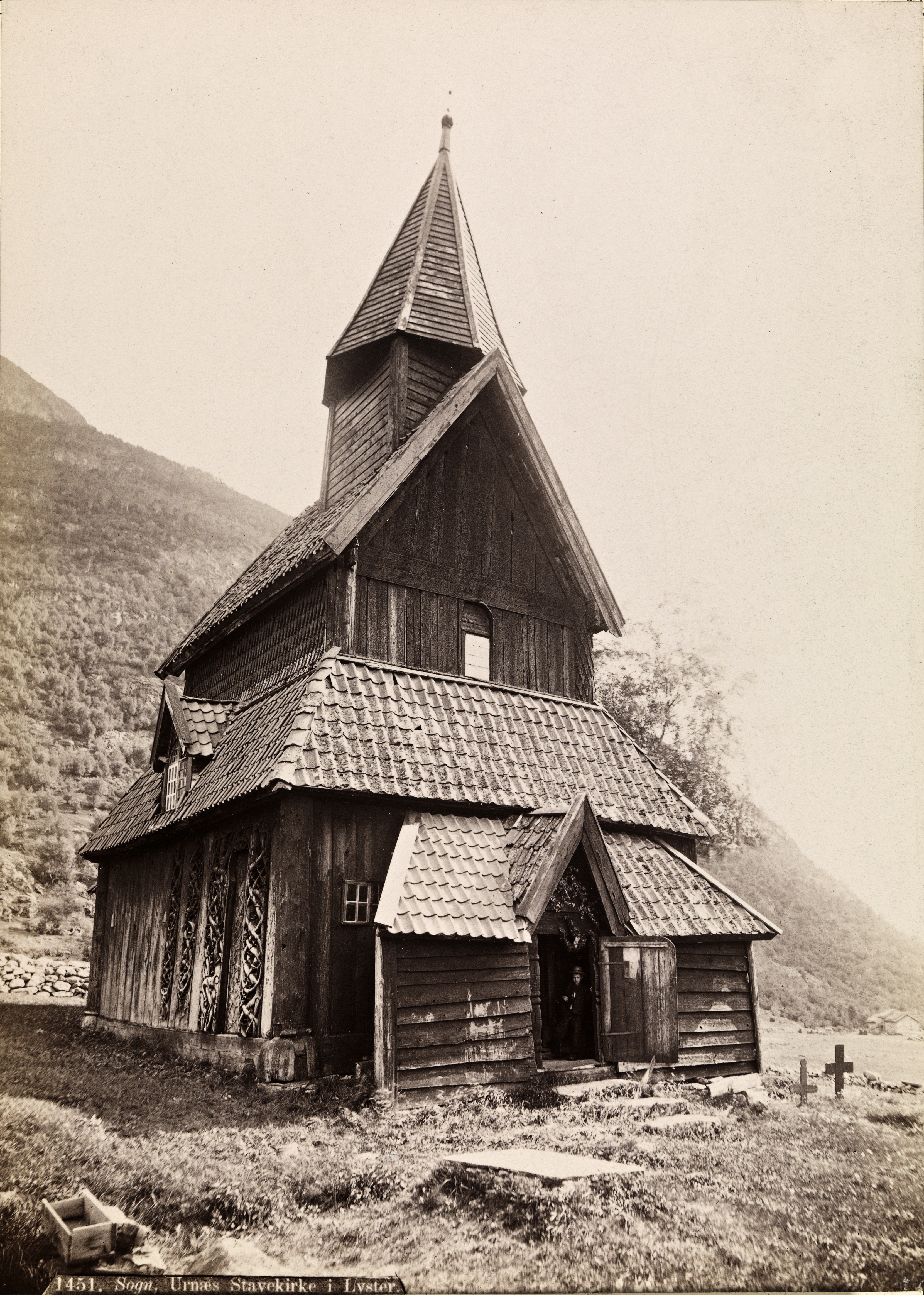
Urnes stavkirke w końcu XIX w.

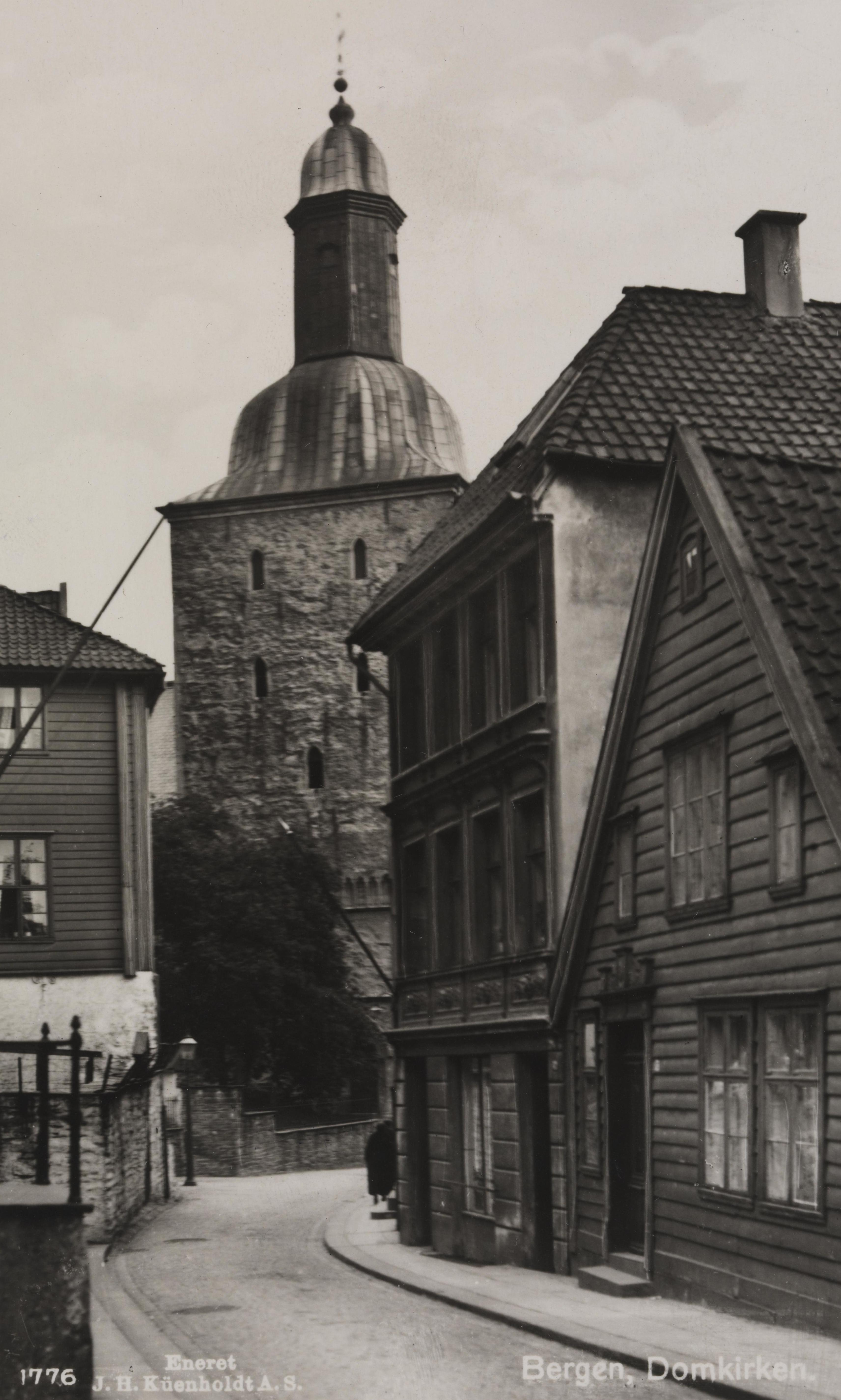
Katedra w Bergen

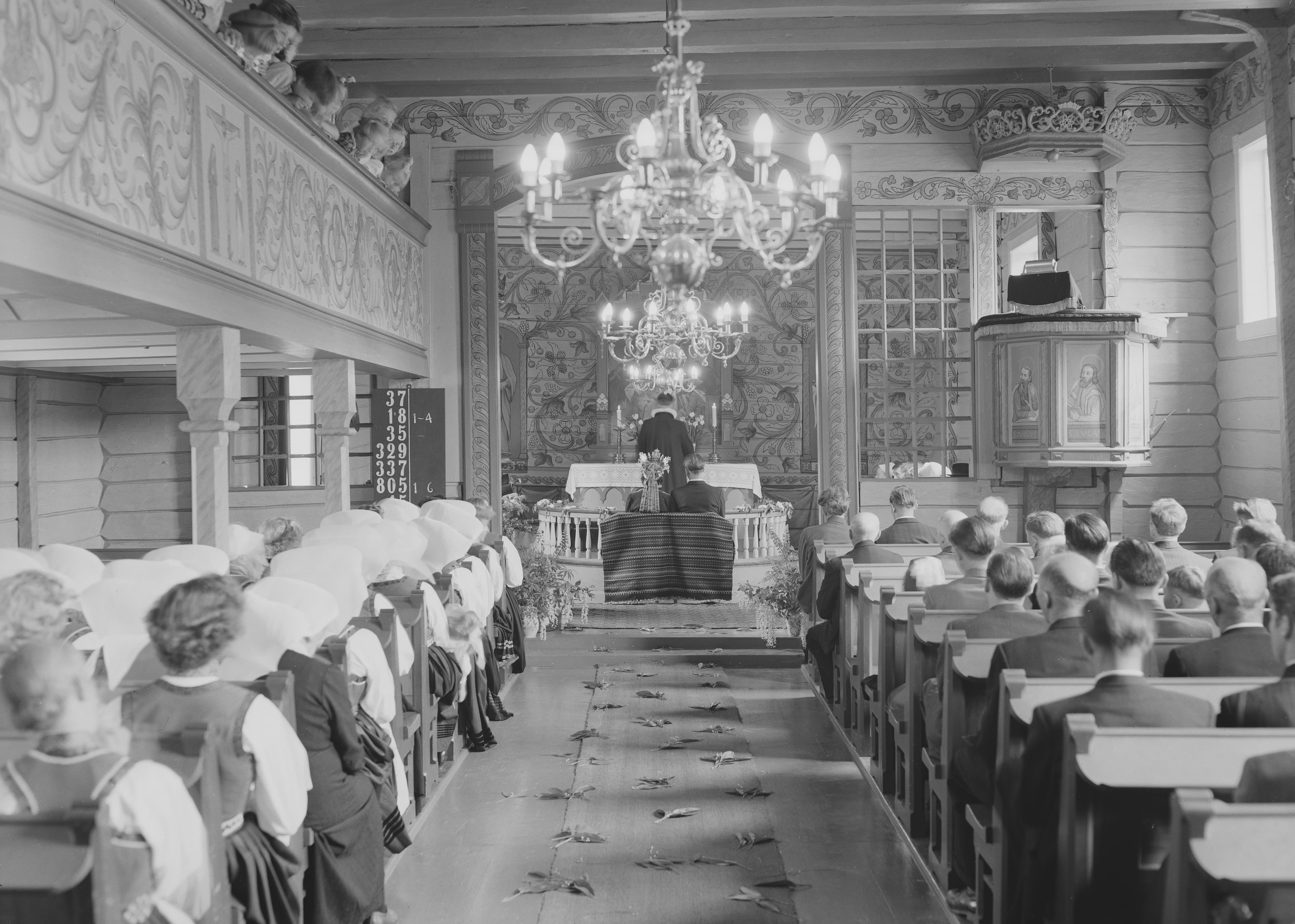
Wnętrze kościoła Granvin w Voss w 1953 r.

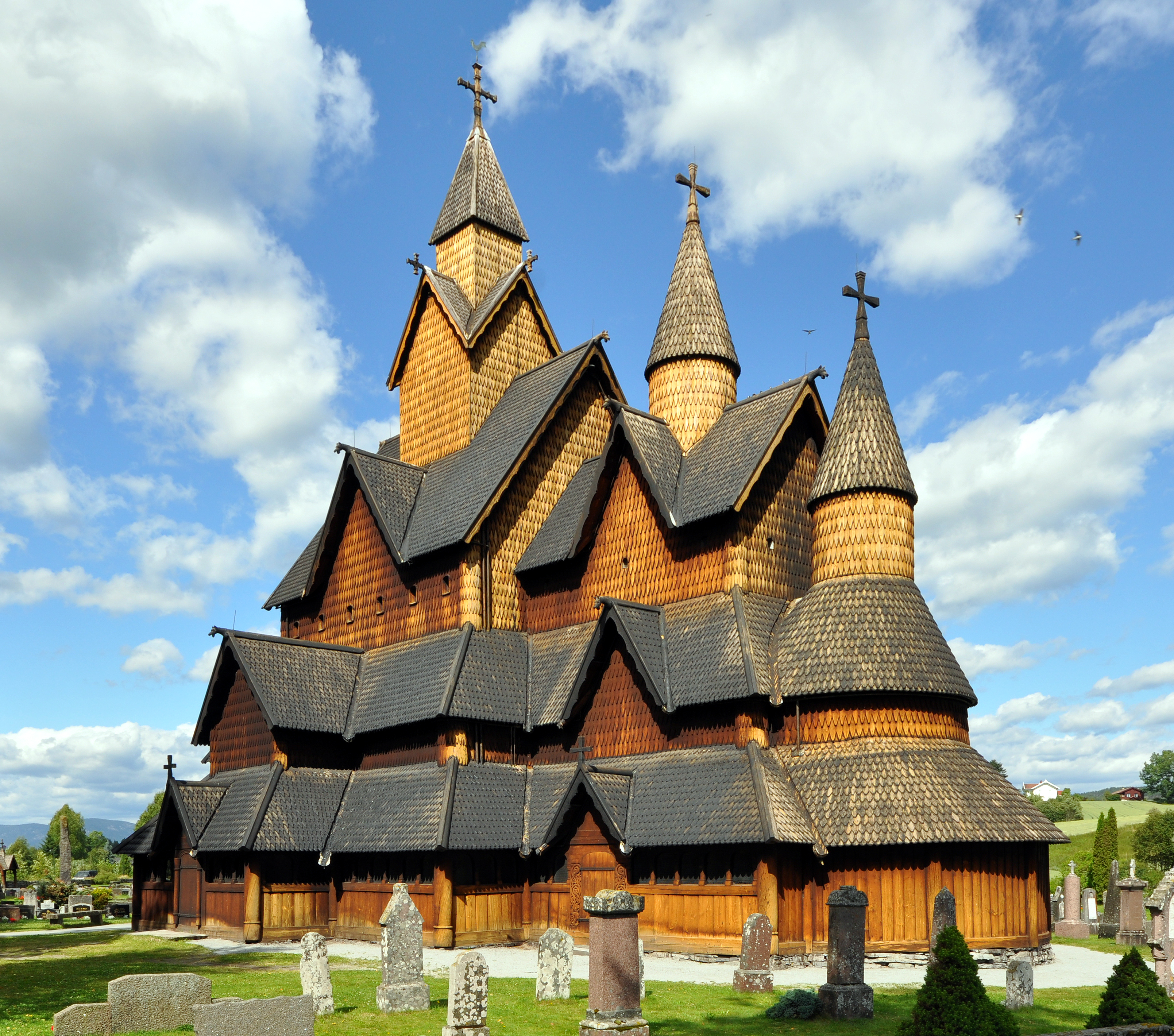
Heddal stavkirke

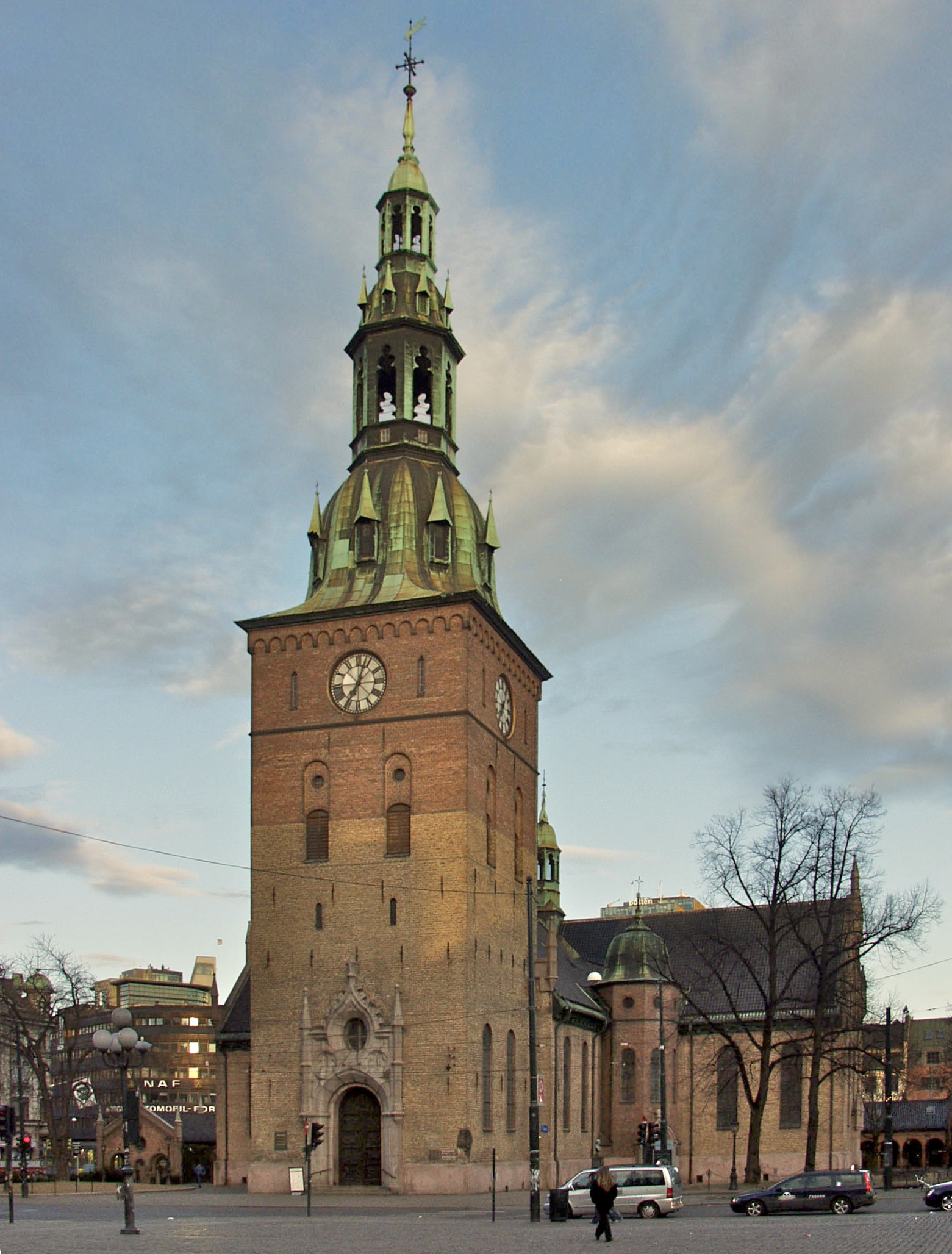
Katedra w Oslo

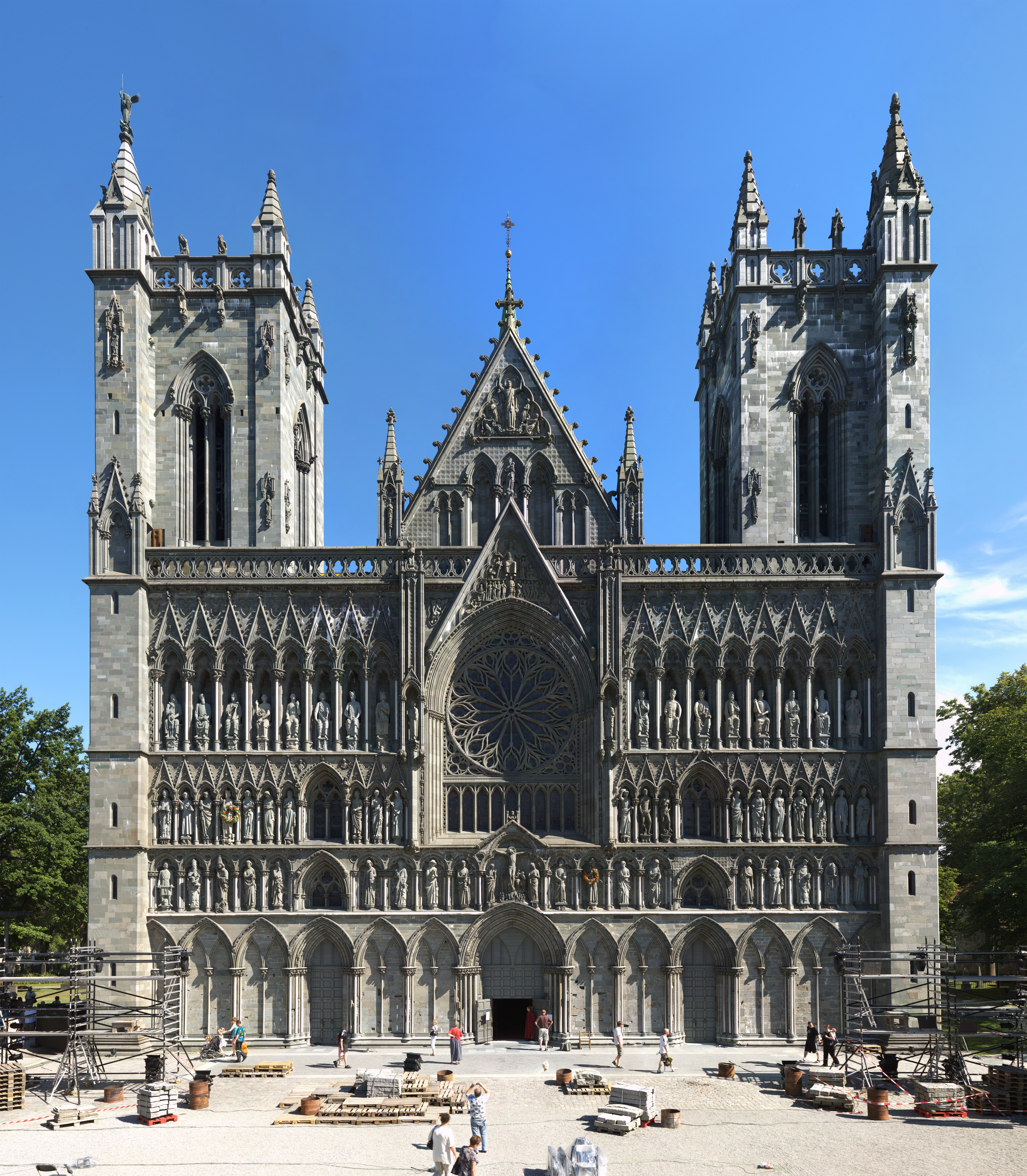
Nidarosdomen w Trondheim

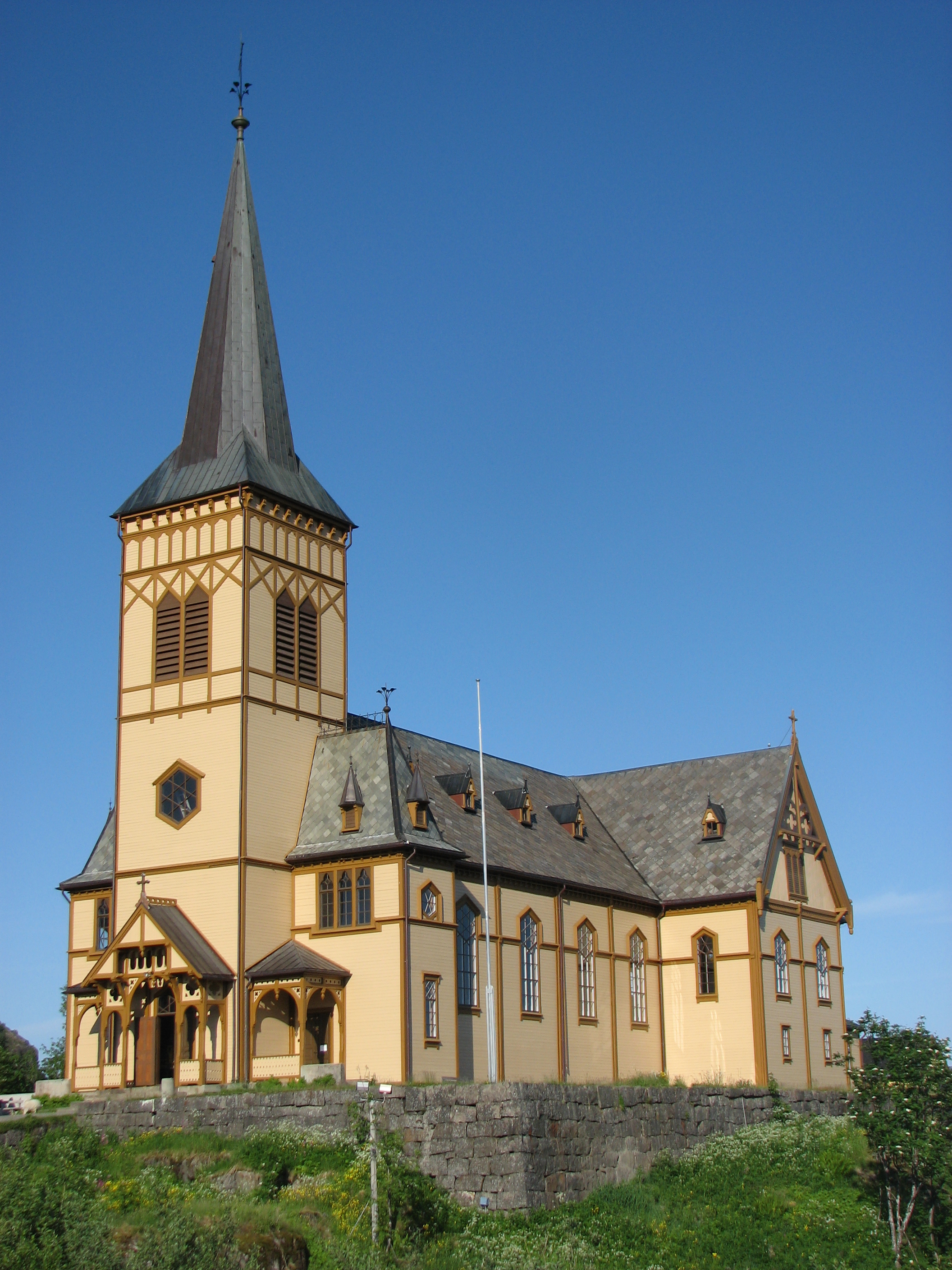
Kościół w Vågan

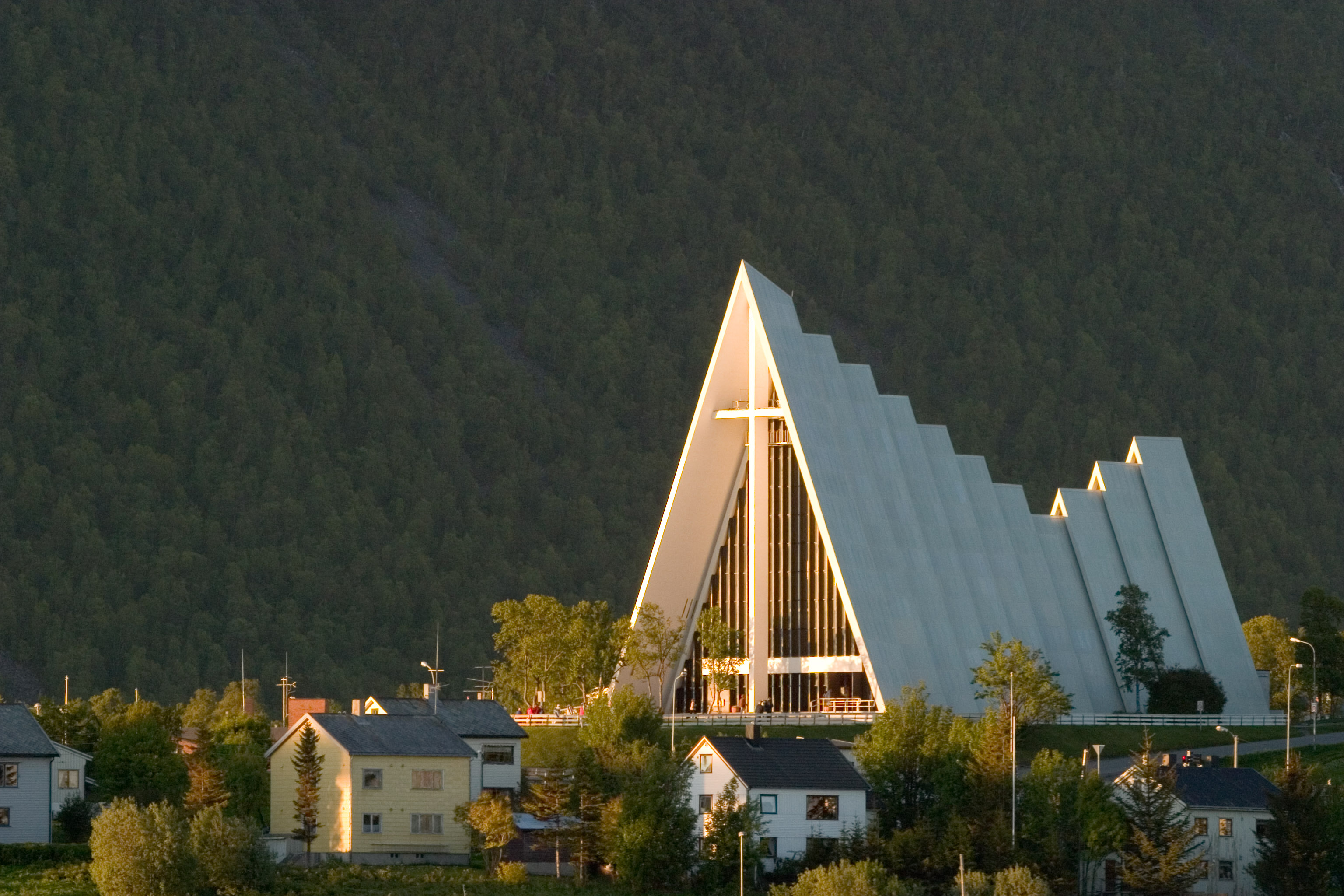
Katedra Arktyczna w Tromsø

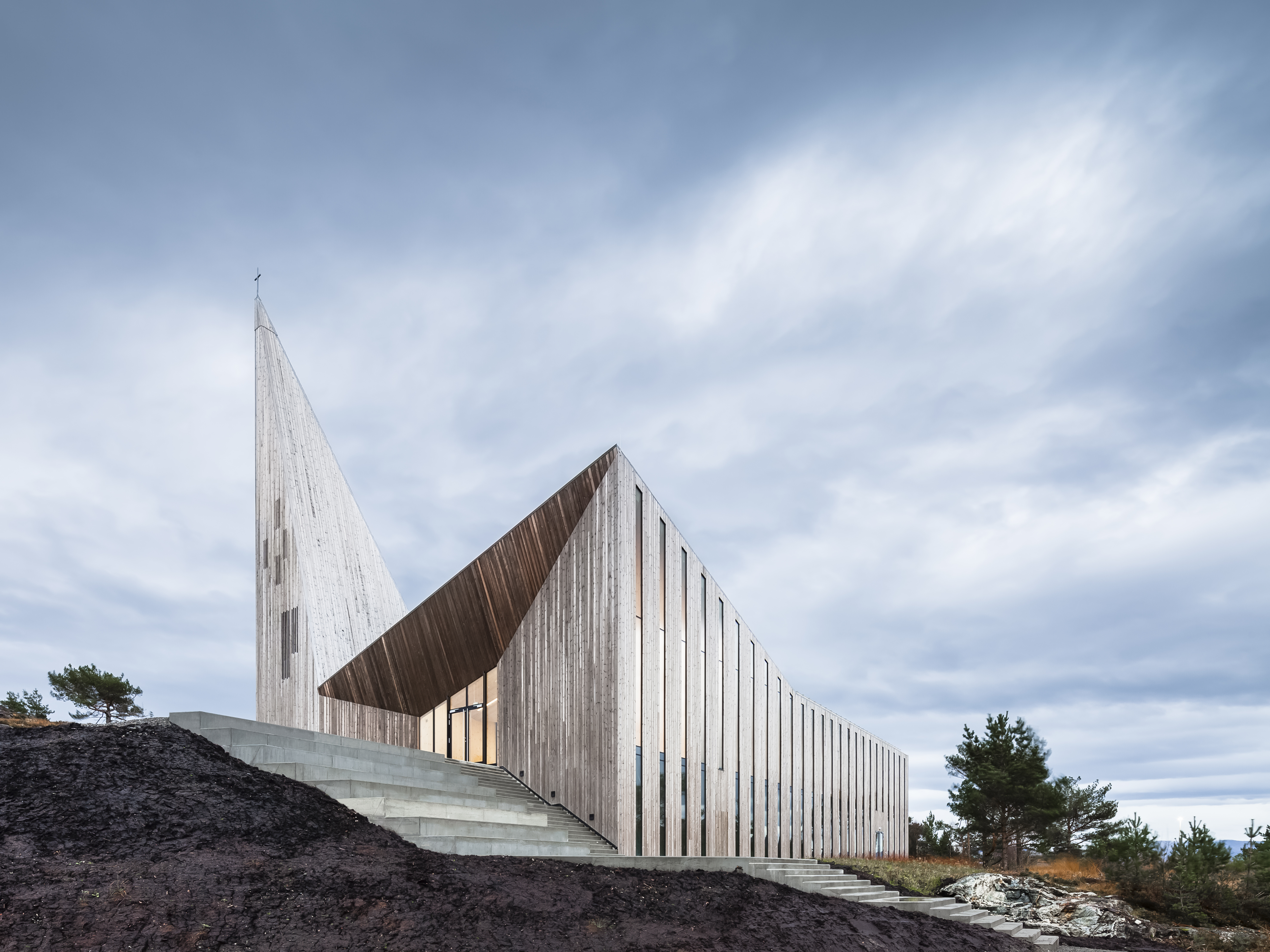
Kościół Knarvik w Lindås

Kościół Norwegii (norw. Den norske kirke) – Kościół protestancki tradycji ewangelicko-augsburskiej, narodowy kościół Norwegii.
Kościół należy do Światowej Federacji Luterańskiej oraz Wspólnoty Porvoo, wspólnoty ambony i ołtarza dwunastu Kościołów anglikańskich i luterańskich. Zwierzchnikiem Kościoła Norwegii jest król Norwegii. W 2017 roku członkami Kościoła było 3 740 920 wiernych, co stanowiło 70,6% populacji kraju.

## Historia

### Czasy przedreformacyjne
Chrześcijaństwo zostało przyniesione w VII wieku na teren zachodniej Norwegii przez misjonarzy z Wysp Brytyjskich, natomiast do wschodniej części kraju dotarło z terenów obecnych Niemiec i Fryzji, poprzez Danię. Misjonarze byli mnichami, wikingami konwertowanymi na chrześcijaństwo za granicą.
Królowie norwescy odegrali ważną rolę w chrystianizacji kraju, a interesy polityczne były niezaprzeczalną częścią ich działalności, w połączeniu z duchowymi pobudkami. Król Olaf II Haraldsson, poległy w bitwie pod Stiklestad w 1030 r. odegrał znaczącą rolę w zjednoczeniu narodu w wierze chrześcijańskiej. Pomimo jego surowych metod nawrócenia, śmierć władcy w walce okazała się decydującym czynnikiem w odwróceniu ludności kraju od dawnych wierzeń. Wydarzenia związane ze śmiercią Olava i jego pogrzebem doprowadziły do ogłoszenia jego świętości, a przez cały okres średniowiecza katedra w Nidaros była ważnym celem dla pielgrzymów z całej północnej Europy.
W 1103 r. powstało pierwsze arcybiskupstwo na terenie Skandynawii w Lund, położonym w Szwecji. Archidiecezja Nidarosu została założona w 1153 r. przez kardynała Nicholasa Brakespeare, niedługo przed jego wyborem na papieża Hadriana IV. Pod koniec XII wieku Arcybiskupstwo Nidarosu obejmowało dzisiejszą Norwegię, część dzisiejszej Szwecji, Islandię, Grenlandię, Orkady, Wyspy Owcze, Wyspy Szetlandzkie, Hebrydy i Wyspę Man.

### Reformacja
Reformacja dotarła do Norwegii głównie w rezultacie konwersji na protestantyzm króla Chrystiana III Oldenburga, który uczynił to na wzór wielu książąt północno-niemieckich. W 1537 r. ustanowił luteranizm religią państwową Królestwa Danii i Norwegii. Idee renesansu oraz reformacji miały w tym czasie wpływ na niewielki odsetek społeczeństwa norweskiego. Decyzja króla opierała się na politycznych i osobistych pobudkach – główną przyczyną była potrzeba wzmocnienia związku między Danią i Norwegią.
Arcybiskup Nidaros Olav Engelbrektsson, który był zwolennikiem niepodległości Norwegii, uciekł z kraju w kwietniu 1537 r. Jego wyjazd stał się punktem zwrotnym w historii Kościoła w Norwegii i wzmocnił zależność polityczną Norwegii od Danii. Dwóch innych urzędujących wówczas biskupów zostało uwięzionych, natomiast jeden zdecydował się zostać luterańskim superintendentem. Większość kapłanów stopniowo dostosowywała się do nowej sytuacji, spełniając swoje obowiązki duszpasterskie zgodnie z nowym obrządkiem i doktryną. Klasztory zostały rozwiązane. Poza jednostkowymi przypadkami użycia przemocy, kiedy spotykano się z odmową porzucenia dotychczasowych zwyczajów religijnych, przejście ludności na luteranizm było procesem pokojowym.
Główną zaletą nowej wiary była prostsza liturgia, większa koncentracja na głoszeniu chrześcijańskiego przesłania w języku ojczystym, w tym przypadku w dużym stopniu duńskim oraz śpiewaniu pieśni. Symbole religijne, sposób myślenia i zwyczaje pochodzenia rzymskokatolickiego były zabronione.
Do 1600 r. formalnie przyjęto ewangelicką strukturę kościelną na terenie całego kraju. W XVII wieku zmiana została przeprowadzona na poziomie społecznym, jednak w niektórych rejonach  aż do XIX wieku nadal stosowano elementy pobożności pochodzenia katolickiego.

### Pietyzm
Od początku XVIII wieku pietyzm wywierał głęboki wpływ na życie Kościoła Norwegii. Ruch dotarł do kraju w latach 30. XVII wieku. Podczas pierwszej fali pietyzmu w Norwegii wprowadzono w 1736 r. obrzęd konfirmacji, rok później opublikowano objaśnienia wiary chrześcijańskiej biskupa Erika Pontoppidana, a w 1739 r. ustanowiono system szkół państwowych. Wszystkie placówki szkolne były centralnym instrumentem chrześcijańskiej edukacji.
Jednym z głównych inicjatorów drugiej fazy norweskiego pietyzmu był Hans Nielsen Hauge, chłopski syn z końca XVIII wieku, który twierdził, że każdy ma prawo głosić Ewangelię. Zgodnie z obowiązującym prawem norweskim było to ograniczone jedynie dla ordynowanych duchownych z Norwegii, który pełnili równocześnie funkcję urzędników państwowych. Dzięki wysiłkom Haugego powstała struktura norweskich autonomicznych organizacji kościelnych działających dla misji wewnętrznej i zagranicznej. Od lat 50. XIX wieku stanowią one silną zachętę do osobistego zaangażowania w wiarę i służbę dla kościoła i społeczeństwa.
Północne obszary kraju, zamieszkałe częściowo przez Lapończyków, pozostawały pod silnym wpływem nauczania szwedzkiego pastora Larsa L. Læstadiusa. Tamtejsza gałąź pietyzmu pozostawała bardziej ascetyczna i mniej antyklerykalna od swojego południowonorweskiego odpowiednika.

### Kościół w niepodległej Norwegii
Konstytucja Norwegii z 1814 roku potwierdziła, że nowy kraj zachowa religię ewangelicką jako oficjalny kościół państwowy. Przyjęcie konstytucji uosabiającej demokratyczne ideały zapoczątkowało proces reformy kościoła. W pierwszych dziesięcioleciach jej obowiązywania głównymi problemami byli świeccy kaznodzieje oraz wolność religijnej ekspresji. Około roku 1850 zwracano uwagę przede wszystkim na potrzebę zmian strukturalnych w kościele. Nie widząc nadziei na przeprowadzenie wystarczających reform, niektóre grupy wiernych zdecydowały się opuścić kościół państwowy.
W 1873 r. została wprowadzona instytucja Synodu Parafialnego, posiadającego jednak ograniczony wpływ. Krok ten zainicjował ruch na rzecz większej demokracji w strukturach formalnych kościoła. Powołano nieoficjalne synody diecezjalne oraz wysłano przedstawicieli na zgromadzenia narodowe w latach 1873-1982. Wskutek tych działań w łonie kościoła działały dwa ruchy jego odnowy – oficjalny i nieoficjalny, między którymi istniało wiele powiązań.
W 1920 r. doszło do powołania rad parafialnych, w 1933 r. powstały rady diecezjalne, a w 1969 r. – rada narodowa. Synody diecezjalne powołano w 1984 r., wtedy też odbył się pierwszy generalny synod kościoła. Konferencja Biskupów, pozostająca oficjalnym organem kościoła od 1934 r., uzyskała wtedy status prawny.
Norweski Instytut Stosunków Międzykulturowych, ustanowiony w 1951 r. został zastąpiony przez nową Radę ds. Stosunków Ekumenicznych i Międzynarodowych w 1971 r. Komisja doktrynalna Kościoła Norwegii została założona w 1987 r. Od roku 1989 parafialni pastorzy, którzy byli mianowani przez króla od 1660 roku, są wybierani przez synody diecezjalne.
W dniu 21 maja 2012 r. Parlament Norwegii wydał poprawkę konstytucyjną, która przyznała Kościołowi Norwegii większą autonomię. W nowym brzmieniu Konstytucji nie ma już odniesienia do oficjalnej religii państwowej. Zdanie to zastąpiono sformułowaniem mówiącym, że wartości Norwegii opierają się na chrześcijańskim i humanistycznym dziedzictwie. Po zmianie konstytucji powstała nowa ustawa kościelna. Jednocześnie osłabło formalne powiązanie systemu szkół publicznych z kościołem. Kościół norweski zintensyfikował wysiłki w chrześcijańskiej edukacji. W ostatnich dziesięcioleciach nastąpiły również reformy praktyk liturgicznych.

## Wiara
Kościół norweski wyznaje wiarę apostolską, chrześcijańską, opartą na Słowie Bożym zawartym w Biblii.
Uznaje trzy ekumeniczne chrześcijańskie wyznania wiary oraz dwa powstałe w czasach Reformacji:
- Apostolski symbol wiary
- Nicejskie wyznanie wiary
- Atanazjańskie wyznanie wiary
- Wyznanie augsburskie
- Mały katechizm Marcina Lutra

Najważniejszą podstawą wyznania kościoła jest Biblia. Wyrażenie kluczowych aspektów chrześcijańskiej wiary znajduje się również w pieśniach zebranych w Śpiewniku Norweskim.

## Liturgia
Nabożeństwo jest uznawane za najważniejszą formę spotkań wierzących, w którym chrześcijanie stają się widzialnym zgromadzeniem – wspólnotą ludzi, którzy podzielają wiarę w Boga i zmartwychwstanie Jezusa Chrystusa oraz czasem, w którym ludzie razem przychodzą do Boga.
Każdy zbór ma własny, lokalny porządek nabożeństw. Istnieje wspólny wzorzec oparty na liturgicznym dziedzictwie Kościoła. Zbór zbiera się, słucha Bożego słowa, modli się wspólnie za kościół i świat, czci Boga, dzieli wspólny posiłek przy stole Pańskim.
Liturgia jest najczęściej używaną nazwą ceremonii religijnych, wyrażającej kult i wiarę Trójjedynego Boga. Często słowo liturgia jest używane w odniesieniu do stałych elementów w nabożeństwie. Liturgiczny charakter nabożeństwa pokazuje, że jest ono w pewnym sensie rytuałem. Liturgia pomaga interpretować i odnosić się do obecności Boga oraz tajemnicy zbawienia.
Każdy zbór w Kościele Norwegii ustanowił własny porządek kultu. Tradycja liturgiczna jest punktem wyjścia dla wszystkich lokalnych liturgii. Zwykłe nabożeństwo obejmuje:
- Liturgię wstępną
- Liturgię Słowa
- Wyznanie Wiary
- Liturgię Eucharystyczną
- Rozesłanie

## Obrzędowość

### Chrzest
W Kościele Norwegii, podobnie jak w innych kościołach luterańskich, praktykuje się chrzest niemowląt. Ochrzczony staje się częścią wspólnoty kościelnej. Podczas obrzędu dziecko jest otoczone przez najbliższych i wierzy się, że poprzez sakrament Bóg obiecuje towarzyszyć dziecku przez wszystkie dni jego życia.

### Konfirmacja
Konfirmacja w Kościele Norwegii jest potwierdzeniem przyjęcia obietnic danych przez Boga podczas chrztu. Do konfirmacji przystępuje młodzież w wieku 14 lat. Ceremonia poprzedzona jest okresem przygotowawczym, w czasie którego konfirmanci uczestniczą w specjalnych zajęciach, podczas których decydują o chęci jej przyjęcia.

### Małżeństwo
Księża w Kościele Norwegii są zatwierdzeni przez państwo do prowadzenia państwowych ceremonii ślubnych. Od 2017 r. w norweskim kościele ewangelickim pary homoseksualne mogą wstępować w związki małżeńskie.

### Pogrzeb
Pogrzeb jest traktowany jako czas dla tych, którzy byli najbliżej zmarłego, aby się pożegnać. Jest to też publiczne zgromadzenie, podczas którego okazuje się szacunek zmarłemu oraz dziękuje za jego życie. Pogrzeb to modlitwa o pojednanie, przyszłość i wyrażenie nadziei na życie wieczne.

## Struktura i władze kościoła
Synod Generalny Kościoła Norwegii spotyka się raz w roku. Synod składa się z członków rad diecezjalnych, a także przedstawicieli Rady Kościoła Samów. Większość z 116 delegatów to osoby świeckie.
Rada Narodowa Kościoła Norwegii, kierowana przez świecką osobę, jest organem wykonawczym Synodu. Rada ds. Stosunków ekumenicznych i międzynarodowych jest organem wykonawczym w sprawach międzynarodowych i ekumenicznych. Rada Kościoła Samów jest odpowiedzialna za to, aby Kościół Norwegii działał wśród rdzennych ludów Samów w Norwegii.

### Podział administracyjny

Podział administracyjny Kościoła Norwegii

Kościół dzieli się na 11 diecezji (norw. bispedømme lub bispedøme):
- Oslo
- Borg
- Hamar
- Tunsberg z siedzibą w Tønsberg
- Agder i Telemark
- Stavanger
- Bjørgvin (Bergen)
- Nidaros
- Sør-Hålogaland
- Nord-Hålogaland
- Møre

## Statystyki

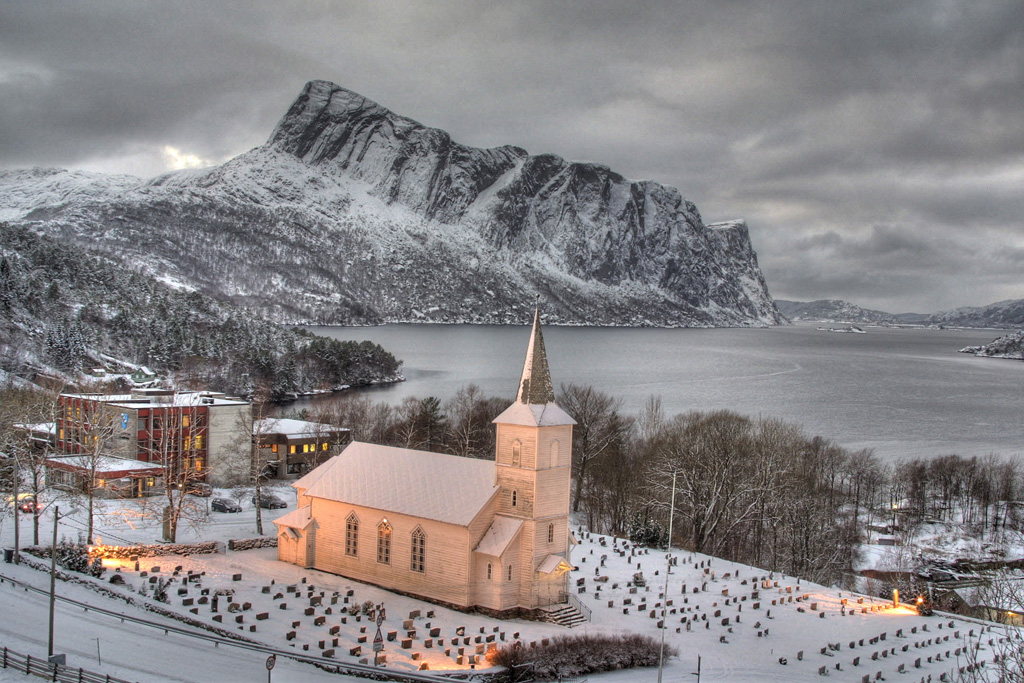
Kościół w Hyllestad

W 2015 r. 58% niemowląt zostało ochrzczonych w Kościele Norwegii, a 61,5% młodzieży zostało w nim konfirmowane. Około 40% ślubów i 90% pogrzebów są ceremoniami kościelnymi.
Nabożeństwa z Sakramentem Ołtarza odbywają się w miastach oraz terenach bardziej zurbanizowanych w każdą niedzielę. Na terenach wiejskich nabożeństwa komunijne są rzadsze z uwagi na konieczność obsługiwania kilku kościołów lub kaplic przez jednego duchownego.
Liczba osób uczęszczających na nabożeństwa znacznie spadła między 1850 a 1900 rokiem. Średnia frekwencja wynosi około 3%.
Na terenie Norwegii istnieje 1600 kościołów i kaplic. Praca w parafii jest prowadzona przez pastorów i wybraną radę parafialną. Kraj podzielony jest na 1205 parafii, 106 dekanatów oraz 11 diecezji. Członkowie rad parafialnych wynoszą łącznie około 8000 osób.
W kościele pracuje ponad 1200 duchownych, z których około 25% stanowią kobiety, ordynowane na księży od 1961 r. W 2015 r. czworo z dwunastu biskupów kościoła było kobietami.